# Jashpur Nagar
Jashpur Nagar est une ville indienne située dans le district de Jashpur dans l’État du Chhattisgarh. En 2011, sa population était de 29 400 habitants.

## Source de la traduction
- (en) Cet article est partiellement ou en totalité issu de l’article de Wikipédia en anglais intitulé « Jashpur Nagar » (voir la liste des auteurs).